# Adiantum rondonii
Adiantum rondonii är en kantbräkenväxtart som beskrevs av Gonçalo António da Silva Ferreira Sampaio. Adiantum rondonii ingår i släktet Adiantum och familjen Pteridaceae. Inga underarter finns listade.